# 5-й Рыбацкий проезд
5-й Рыба́цкий прое́зд — проезд в историческом районе Рыбацкое Невского административного района Санкт-Петербурга. Проходит от 4-го Рыбацкого проезда на северо-восток до электродепо «Невское» Петербургского метрополитена. Протяжённость — 400 м.

## История
Название присвоено проезду 23 февраля 1987 года.

## Пересечения
С юго-запада на северо-восток 5-й Рыбацкий проезд пересекает следующие улицы:
- 4-й Рыбацкий проезд

## Транспорт
Ближайшие к 5-му Рыбацкому проезду:
- станция метро: «Рыбацкое» (1180 м)
- железнодорожная станция: Рыбацкое (1050 м)

## Здания и сооружения
- электродепо «Невское» Петербургского метрополитена — дом 18
- производственные территории
- складское хозяйство